# جکسون‌ویل (اوهایو)
جکسون‌ویل (به انگلیسی: Jacksonville) یک منطقهٔ مسکونی در ایالات متحده آمریکا است که در شهرستان آتن، اوهایو واقع شده‌است. جکسون‌ویل ۰٫۶۳ کیلومتر مربع مساحت و ۴۸۱ نفر جمعیت دارد و ۲۰۹ متر بالاتر از سطح دریا واقع شده‌است.